# Polyzonus auroviridis
Polyzonus auroviridis är en skalbaggsart som beskrevs av J. Linsley Gressitt 1942. Polyzonus auroviridis ingår i släktet Polyzonus och familjen långhorningar. Inga underarter finns listade i Catalogue of Life.